# Bajkai István
Bajkai István (Budapest, 1964. január 17. – 2023. április 22.) magyar jogász és politikus. 1988-ban a Fidesz alapító tagja. 1990-1994 között Budapest VI. kerületben önkormányzati képviselő, 2014-2018 között Budapest VII. kerületben önkormányzati képviselő és alpolgármester. 2018-tól országgyűlési képviselő.

## Élete

### Tanulmányai
1985 és 1988 között az ELTE Nemzetközi Jogi Tanszékének demonstrátora. 1989-ben diplomázott az ELTE Állam- és Jogtudományi Karán. 1991-ben a Southwestern Legal Foundation által szervezett "Academy of American and International Law" képzésen vett részt a Texas Állami Egyetemen. 1996-ban Oxfordban tanult angol jogi ismereteket. 1995 és 1997 között az ELTE Jogi Továbbképző Intézetében nemzetközi kereskedelmi jogi képzésen tanult.

### Szakmai pályafutása
1989 és 1992 között ügyvédjelölt az 1. sz. Jogtanácsosi Munkaközösség és Szabadalmi Irodában (későbbi elnevezése: Zsolnay, Kamarás és Társai Ügyvédi Iroda)
1992-től az 1. sz. Jogtanácsosi Munkaközösség és Szabadalmi Iroda (későbbi elnevezése: Zsolnay, Kamarás és Társai Ügyvédi Iroda) tagja
1992 óta megszakítás nélkül a Budapesti Ügyvédi Kamara tagja
1994-ben jogi gyakorlatot folytatott Kölnben, a Cornelius, Bartenbach, Haesemann & Partners ügyvédi irodában
1995-ben csatlakozott az SBGK Ügyvédi Irodához, amelynek partnere 2000 óta, illetve elnökségi tagja 2012 és 2018 között
2000 és 2010 között a Szellemi Tulajdon Nemzeti Hivatalánál regisztrált szerzői jogi szakértő volt.
2018-ig felelős akkreditált közbeszerzési tanácsadó

### Tagságok és tisztségek
A Fidesz – Magyar Polgári Szövetség alapító tagja
A Fidesz – Magyar Polgári Szövetség erzsébetvárosi elnöke
A Fidesz – Magyar Polgári Szövetség 05. számú választókerületének elnöke
Magyar Iparjogvédelmi és Szerzői Jogi Egyesület tagja
Nagy Béla Hagyományőrző Egyesület tagja
A Budapesti Filharmonikus Hangversenybarátok Alapítványa felügyelő bizottsági tagja
Országgyűlési képviselő
Törvényalkotási Bizottság alelnöke
Igazságügyi Bizottság tagja
Az Igazságügyi Bizottság feladatkörébe tartozó törvények végrehajtását, társadalmi és gazdasági hatását, valamint a deregulációs folyamatokat figyelemmel kísérő albizottság alelnöke
2018-tól a Közép-Európai Sajtó és Média Alapítvány kuratóriumának tagja
2019 szeptemberétől 2023 januárjáig a Magyar Ökölvívó Szakszövetség elnöke volt.
2019-től a Munkácsy Alapítvány kuratóriumi elnöke

### Beszélt nyelvek
angol, német, orosz

## Családja
Felesége Bonnyai Apolka, zongoraművész, zongoratanár.
Gyermeke Bajkai Kincső Juliánna.

## Díjai, elismerései
- 2015 Kiváló Ügyvédi Munkáért díj[3]
- 2017 Laurus díj[3]
- 2018 Tiszteletbeli székely[8]
- 2019 Széchenyi-aranyérem kitüntetés[9]
- 2019 '56-os Hűség a Hazához Ezüst fokozatú Lovagkereszt kitüntetés[10]